# Hancock (Maine)
Pour les articles homonymes, voir Hancock.
La ville d'Hancock fait partie du comté de Hancock, situé dans le Maine, aux États-Unis.
La ville de Hancock borde la baie de Frenchman Bay non loin de l'île des Monts Déserts et du Parc national d'Acadia.
La ville de Hancock doit son nom à John Hancock, né le 12 janvier 1737 à Braintree (Massachusetts) où il est mort le 8 octobre 1793, et qui fut le président du second Congrès continental, au cours duquel il signa en premier la Déclaration d'indépendance des États-Unis. De 1780 à 1785, il fut le premier gouverneur de l’État du Massachusetts.
Hancock possède une école de musique de renom depuis 1943 qui porte le nom d'École Pierre Monteux du nom du célèbre musicien franco-américain Pierre Monteux.